# 拉沃内勒
拉沃内勒（法語：Ravenel，法語發音：[ʁavnɛl]）是法国瓦兹省的一个市镇，属于克莱蒙区。

## 地理
拉沃内勒（49°30'56"N, 2°30'4"E）面积11.61 平方千米，位于法国上法蘭西大區瓦兹省，该省份为法国北部内陆省份，北起索姆省，西接厄尔省和滨海塞纳省，南至塞纳-马恩省和瓦兹河谷省，东临埃纳省。
与拉沃内勒接壤的市镇（或旧市镇、城区）包括：昂吉维莱尔、莱格朗捷、迈涅莱-蒙蒂尼、普兰瓦勒、勒普莱西耶-叙圣瑞斯特、圣马丹奥布瓦。

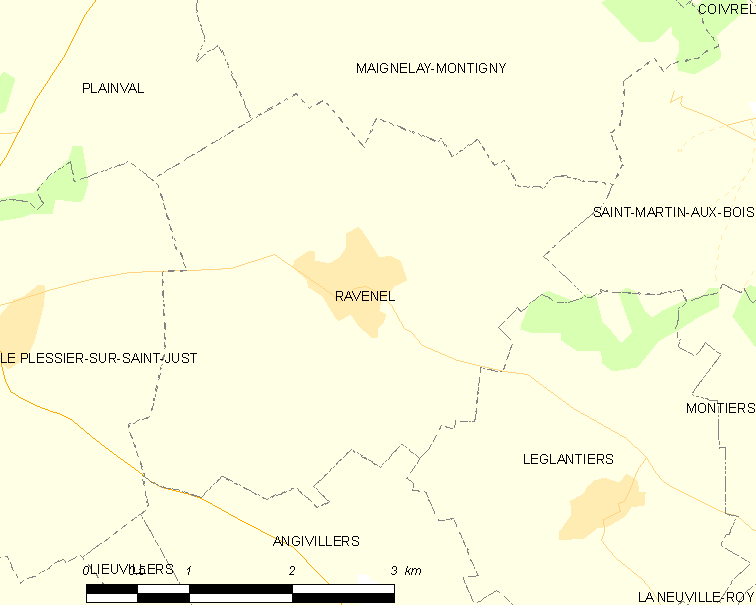
拉沃内勒的OSM定位图

拉沃内勒的时区为UTC+01:00、UTC+02:00（夏令时）。

## 行政
拉沃内勒的邮政编码为60130，INSEE市镇编码为60526。

## 政治
拉沃内勒所属的省级选区为圣瑞斯特昂绍塞县。

## 人口

1962-2008年间拉沃内勒人口变化图示

拉沃内勒于2022年1月1日时的人口数量为1047人。